# Segnocinema
 Segnocinema est une revue de cinéma italienne, créée en septembre 1981 à l'initiative du ciné-club de Vicence, ville dans laquelle la revue a toujours ses bureaux.